# Cases al carrer de Sant Sebastià, 18-26 (Palafrugell)
Les Cases al carrer Sant Sebastià, 18, 20-24, 26 és una obra de Palafrugell (Baix Empordà) protegida com a Bé Cultural d'Interès Local.

## Descripció
Grup de cinc cases unifamiliars entre mitgeres de cós i de planta i pis -de plant i dos pisos en el cas de la núm. 26- que creen un conjunt d'estructura i volumetria unitàries. Posseeixen obertures molt simples amb marc de pedra picada i ampits ressaltats a les finestres. El ràfec, sobresortint, és de teula i rajola.
Les cases 22 i 24 tenen façanes idèntiques, cadascuna amb porta de llinda monolítica i una sola finestra en el pis en el mateix eix que la porta. A les dues portes hi trobem la mateixa inscripció ANTONI MURATO. La casa 20 es diferencia de les anteriors per la llinda de la porta d'arc escarser en la qual hi trobem la següent inscripció: 1740 MV... La casa 18 té la façana força alterada en els baixos, on s'hi ha obert una nova porta mentre l'antiga quedà convertida en finestral. La seva inscripció diu: JOAN MURATO 1761. La casa 26 té un portal amb emmarcament de pedra, balcó i finestral al pis, i una remunta amb una solana amb galeria de tres arcades al segon pis. Els interiors mantenen en general, les estructures de voltes de maó de pla a les plantes baixes, sostres embigats al pis i la compartimentació al llarg d'un passadís.